# Kuremaa järv
Kuremaa järv är en sjö i Estland.   Den ligger i Palamuse kommun i landskapet Jõgevamaa, i den centrala delen av landet, 130 km sydost om huvudstaden Tallinn. Kuremaa järv ligger 84 meter över havet. Arean är 3,4 kvadratkilometer. I omgivningarna runt Kuremaa järv växer i huvudsak blandskog. Den sträcker sig 3,3 kilometer i nord-sydlig riktning, och 3,1 kilometer i öst-västlig riktning.
Följande samhällen ligger vid Kuremaa järv:
- Kuremaa (594 invånare)